# Chester Whitmore

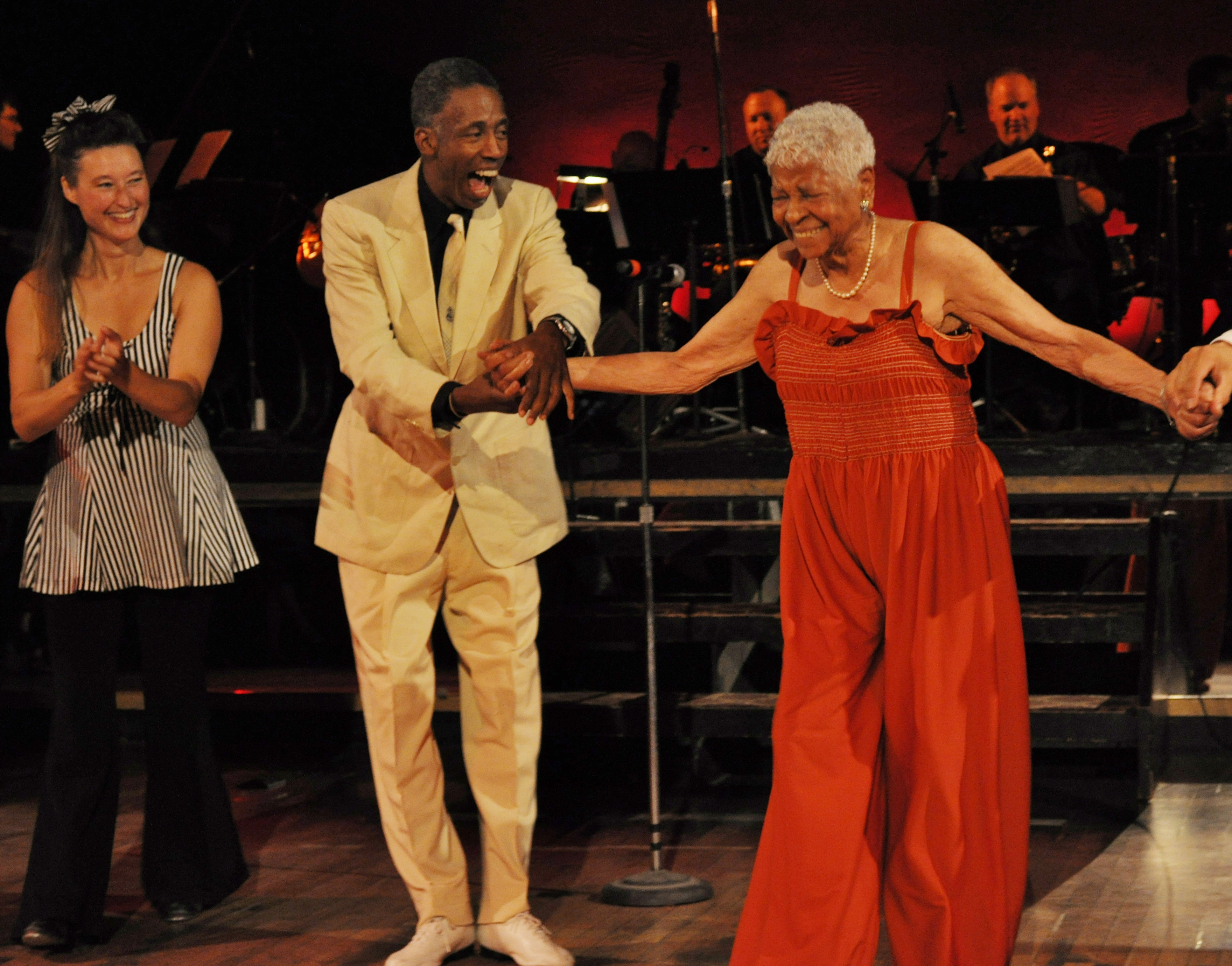
Chester Whitmore och Jeni LeGon

Chester Whitmore, född 30 november 1955 i Los Angeles, USA är musiker, koreograf, dansare, och lärare.
Whitmore började dansa med Nicholas Brothers 1974 och har sedan dess dansat runt i USA och världen. Han har gjort koreografi för Boyz II Men, Sugar Ray, Teena Marie och arbetat med artister som MC Hammer och Prince. Genom sitt företag Black Ballet Jazz har han dansat med orkestrarna Lionel Hampton, Duke Ellington, Count Basie och Miles Davis.
År 1999 turnerade Whitmore i Kanada och Europa. Han deltog i dansfestivaler i Salzburg, Österrike och Herräng i Norrtälje kommun. Herräng har sedan dess haft dansfestivaler varje sommar och är numera centrum för Lindy Hop.
Sedan 2012 har Gäddede i Jämtland anordnat dansfestivaler i samarbeter med Herräng Dance Camp.. 2018 deltog Whitmore som koreograf och lärare. 2018 års festival ägde rum i april. Whitmore undervisade deltagarna i Lindy Hop och steppdans. Han vände sig särskilt till den yngre generationen och helgen avslutades med en föreställning, där flyktingbarn fick visa vad de lärt sig under Whitmores koreografi.